# Rhytiphora detrita
Rhytiphora detrita är en skalbaggsart som först beskrevs av Hope 1841.  Rhytiphora detrita ingår i släktet Rhytiphora och familjen långhorningar. Inga underarter finns listade i Catalogue of Life.